# Comuna Kotiurjînți, Polonne
Kotiurjînți (în ucraineană Котюржинецька сільська рада) este o comună în raionul Polonne, regiunea Hmelnîțkîi, Ucraina, formată din satele Blîdni, Cerniivka și Kotiurjînți (reședința).

## Demografie
Componența lingvistică a comunei Kotiurjînți
     Ucraineană (99,41%)
     Alte limbi (0,59%)
Conform recensământului din 2001, majoritatea populației comunei Kotiurjînți era vorbitoare de ucraineană (99,41%), existând în minoritate și vorbitori de alte limbi.